# Alban Tittel
Julius Alban Tittel (* 20. Juni 1859 in Eibenstock; † 13. Februar 1904 in Johanngeorgenstadt) war ein deutscher Lehrer und Heimatforscher.

## Leben und Wirken
Er war der Sohn eines Musterzeichners und wurde in Eibenstock im sächsischen Erzgebirge geboren. Nach dem ab 1873 erfolgten Besuch des Königlichen Lehrerseminars Schneeberg wurde Tittel 1879 als Lehrer an der Bürgerschule in Johanngeorgenstadt angestellt, wo er bis zu seinem Tode zunächst als Hilfslehrer, ab 1882 als ständiger Lehrer und zuletzt als Oberlehrer wirkte. 
Bereits 1879 wurde Tittel im Alter von 20 Jahren Mitglied des Erzgebirgszweigvereins Johanngeorgenstadt, dessen Schriftführer er in den Jahren von 1881 bis 1889 war, bevor er zum Ersten Vereinsvorsitzenden gewählt wurde. In dieser Zeit erlebte er die unglückliche Spaltung in zwei Ortsvereine, nachdem eine Mitgliedergruppe 1885 aus dem Haupt-Erzgebirgsverein ausgetreten war, bis die enormen Schulden des Turmbaus auf dem Fastenberg und Vereinsbeiträge an den Hauptverein bezahlt waren. Tittel war Vorsitzender des neuen Ortsvereins, während Christian Friedrich Röder den Vorsitz des alten Erzgebirgszweigvereins Johanngeorgenstadt übernahm. Ein Jahr nach Röders 1900 erfolgtem Tod endete die Vereinsspaltung, und Tittel wurde wieder Vorsitzender des Gesamtvereins. Unter seiner Leitung wurde u. a. die kursächsische Postmeilensäule von 1728 auf dem Marktplatz restauriert und ein hölzernes Aussichtsgerüst bei dem Kleinen Kranichsee errichtet, das im Sommer als Austragungsort vieler Vereinsausflüge diente. Er war maßgeblich am Aufschwung des Fremdenverkehrs in oberen Erzgebirge durch seine emsige Werbetätigkeit beteiligt, erstellte in der Gegend Wegemarkierungen und Wegweiser und ließ zahlreiche Ruhebänke errichten. Die Verkehrsverhältnisse im oberen Erzgebirge wurden durch seine Initiative mit verbessert. Daneben erneuerte er als Mitglied des Brauvorstandes Johanngeorgenstadt die Vereinsstatuten und verwaltete die Schülersparkasse. 
1900 schrieb er das bedeutsame Heimatbuch Johanngeorgenstadt in der Reihe Das Obererzgebirge. Heimathkundliche Geschichtsbilder für Haus und Schule, das bis weit nach dem Zweiten Weltkrieg ein wichtiges Standardwerk war. 1902 verfasste er das kleine, handliche und vielbenutzte Tourenbüchlein mit Übersichtskarte nach einheitlicher Wegemarkierung. 1903 veröffentlichte er zwei Schnurren in erzgebirgischer Mundart. Zum 250-jährigen Stadtgründungsfest von Johanngeorgenstadt im Februar 1904 bereitete er eine große Heimatausstellung und als Regisseur die Aufführung von Christian Friedrich Röders Theaterschauspiel Exulanten vor. Daneben publizierte er Beiträge in der Illustrierten Monatsschrift Unsere Heimat, deren Mitarbeiter er war, und in den Glückauf-Heften des Erzgebirgsvereins. Mitten im Vorbereitungsstress auf Jubiläumsfeier und Ausstellung erlitt er zehn Tage vor dem Stadtjubiläum 1904 während des Schulunterrichts einen Schlaganfall, der ihn im Alter von 45 Jahren unerwartet aus dem Leben riss.

## Familie
Aus seiner 1885 mit Elisabeth geborene Schreyer geschlossenen Ehe stammen drei Söhne, von denen nur der jüngste den Vater überlebte.

## Ehrungen
1913 sollte in Johanngeorgenstadt ein Platz mit Gedenkstein für Alban Tittel errichtet werden, nachdem bereits zuvor Röder auf diese Weise geehrt wurde. Aufgrund verschiedener Einwände wurde dieses Vorhaben nicht umgesetzt. Erst aus Anlass des 50-jährigen Bestehens des Erzgebirgszweigvereins Johanngeorgenstadt wurde am 10. August 1929 eine Alban-Tittel-Bank an der Grabentour unweit des Pferdegöpels Johanngeorgenstadt zwischen zwei Vogelbeerbäumen errichtet. Diese Bank existierte nur kurze Zeit.